# Zemeros flegyas
Zemeros flegyas, ou Punchinello, é uma pequena borboleta encontrada no Sul da Ásia e Sudeste da Ásia, a qual pertence à família Riodinidae.

## Subespécies
- Z. f. flegyas Assam, norte da Índia, sul de Yunnan
- Z. f. indicus Fruhstorfer, 1898 Yunnan
- Z. f. albipunctatus Butler, 1874 Península da Malásia, Singapura
- Z. f. allica (Fabricius, 1787) Birmânia, Tailândia,  Langkawi, Indochina
- Z. f. annamensis Fruhstorfer, 1912 Annam
- Z. f. sipora Riley Mentawai
- Z. f. arimazes Fruhstorfer, 1912 Lombok
- Z. f. balinus Fruhstorfer, 1912 Bali
- Z. f. celebensis Fruhstorfer, 1899 Sulawesi central
- Z. f. confúcio (Moore, 1878) Hainan
- Z. f. hostius Fruhstorfer, 1912 norte de Bornéu
- Z. f. javanus Moore, 1902 Java
- Z. f. phyliscus Fruhstorfer, 1912 Sumatra
- Z. f. retiarius Grose-Smith, 1895 Sumbawa
- Z. f. sosiphanes Fruhstorfer, 1912 sul de Sulawesi
- Z. f. sparsus Fruhstorfer, 1898 Nias island
- Z. f. strigatus Pagenstecher Sumba
- Z. f. hondai Hayashi, 1976 Palawan

As larvas alimentam-se de espécies Maesa (Maesa chisia, Maesa montana e Maes indica).